# Fleroya
Fleroya là một chi thực vật có hoa trong họ Thiến thảo (Rubiaceae).

## Loài
Chi Fleroya gồm các loài: